# Alocasia odora
Alocasia odora (también llamada oreja de elefante, oreja de elefante vertical gigante, lirio de olor nocturno o taro asiático) es una planta con flores originaria del este y sudeste de Asia (Japón, China, Indochina, Assam, Bangladés, Borneo, Taiwán). En Manipur, el nombre local es Hoomu.

## Descripción
Esta planta crece hasta unos 0,5-1,6 m de altura, con rizomas de unos 4-10 m de altura y 3-5 cm de ancho. Las hojas son grandes y en forma de láminas, ovadas, de color verde claro con base cordada. Los pecíolos miden entre 0,3 y 1,0 m de largo, con las partes inferiores abrochadas alrededor del tallo.
La planta es miembro del género Alocasia y, por lo tanto, está relacionada con el taro.

## Usos
Sus tallos se utilizan como verdura verde en las cocinas del Sudeste de Asia, y a menudo se utilizan para dar sabor a sopas (como canh chua) o revolver platos con frituras. Los tallos de Bac ha no deben consumirse crudos. Por lo general, se pela y se hierve, se vende congelada, en bolsas en sus propios líquidos o enlatada.
En realidad, la planta no es comestible cuando está cruda debido a los rafuros en forma de aguja (cristales de oxalato de calcio) en las células de la planta. En Japón, hay varios casos de intoxicación alimentaria por consumo accidental. El Ministerio de Salud, Trabajo y Bienestar Social advirtió que no se coma A. odora (Kuwazuimo), que se parece a la Colocasia gigantea (Hasuimo) o Colocasia esculenta (Satoimo) comestibles.
Esta planta se puede utilizar como medicamento para el tratamiento del resfriado común en Vietnam del Norte, donde se le conoce como Ray.